# Liste der griechischen Töpfer und Vasenmaler/G

## Namentlich bekannte Künstler
| Name      | Wikidata | Profession | Herkunft | Stil | Zeit         | Bemerkung                                    | Beispiel |
| --------- | -------- | ---------- | -------- | ---- | ------------ | -------------------------------------------- | -------- |
| Gageos    |          | Töpfer     | Attika   | SF   | 540/30       |                                              |          |
| Gales     |          | Töpfer     | Attika   | RF   | Ende 6. Jh.  | nach Gales wurde der Gales-Maler benannt     |          |
| Gamedes   |          | Töpfer     | Böotien  | SF   | 2/4 6. Jh.   | nach Gamedes wurde der Gamedes-Maler benannt |          |
| Gaurion   |          | Töpfer     | Attika   | RF   | Ende 5. Jh.  |                                              |          |
| Glaukytes |          | Töpfer     | Attika   | SF   | Mitte 6. Jh. | Kleinmeister                                 |          |
| Gorgos    |          | Töpfer     | Attika   | RF   | um 480       |                                              |          |
| Gryton    |          | Töpfer     | Böotien  | SF   | 1/2 6. Jh.   |                                              |          |

## Nicht namentlich bekannte Künstler (Notnamen)
| Name                                 | Wikidata                             | Profession                           | Herkunft                             | Stil                                 | Zeit                                 | Bemerkung                                                                                         | Beispiel                             |
| ------------------------------------ | ------------------------------------ | ------------------------------------ | ------------------------------------ | ------------------------------------ | ------------------------------------ | ------------------------------------------------------------------------------------------------- | ------------------------------------ |
| Gales-Maler                          |                                      | Vasenmaler                           | Attika                               | RF                                   | 520/10                               | nach dem Töpfer Gales benannt                                                                     |                                      |
| Gallatin-Maler                       |                                      | Vasenmaler                           | Attika                               | RF                                   |                                      |                                                                                                   |                                      |
| Gamedes-Maler                        |                                      | Vasenmaler                           | Böotien                              | SF                                   | 2/4 6. Jh.                           | nach dem Töpfer Gamedes benannt                                                                   |                                      |
| Ganymed-Maler                        |                                      | Vasenmaler                           | Apulien                              | RF                                   | 340-320                              | auch Ganymedes-Maler                                                                              |                                      |
| Maler der Geburt der Athena          | siehe unter Maler der Athenageburt   | siehe unter Maler der Athenageburt   | siehe unter Maler der Athenageburt   | siehe unter Maler der Athenageburt   | siehe unter Maler der Athenageburt   | siehe unter Maler der Athenageburt                                                                | siehe unter Maler der Athenageburt   |
| Geddes-Maler                         |                                      | Vasenmaler                           | Apulien                              | RF                                   | 365-355                              |                                                                                                   |                                      |
| Gefangenen-Maler                     |                                      | Vasenmaler                           | Apulien                              | RF                                   | um 380                               |                                                                                                   |                                      |
| Maler des geflügelten Löwen          |                                      | Vasenmaler                           | Korinth                              | SF                                   | 580/70                               |                                                                                                   |                                      |
| Maler der gegenüberstehenden Panther |                                      | Vasenmaler                           | Korinth                              | SF                                   |                                      |                                                                                                   |                                      |
| Geier-Maler                          |                                      | Vasenmaler                           | Attika                               | SG/PA                                | um 700                               |                                                                                                   |                                      |
| Geister-Maler                        |                                      | Vasenmaler                           | Attika                               | SF                                   | etwa nach 540                        | englisch Wraith Painter                                                                           |                                      |
| Maler der geknoteten Schwänze        |                                      | Vasenmaler                           | Etrurien                             | EK                                   | 1/2 6. Jh.                           | gehört zur Rosoni-Gruppe                                                                          |                                      |
| Gela-Maler                           |                                      | Vasenmaler                           | Attika                               | SF                                   | Ende 6. Jh./1/3 5. Jh.               |                                                                                                   |                                      |
| Gela Ochsenkopf-Maler                |                                      | Vasenmaler                           | Korinth                              | SF                                   |                                      |                                                                                                   |                                      |
| Geladakis-Maler                      |                                      | Vasenmaler                           | Korinth                              | SF                                   | 590/70                               |                                                                                                   |                                      |
| Maler von Genf                       | siehe unter Genfer Maler             | siehe unter Genfer Maler             | siehe unter Genfer Maler             | siehe unter Genfer Maler             | siehe unter Genfer Maler             | siehe unter Genfer Maler                                                                          | siehe unter Genfer Maler             |
| Maler von Genf 2754                  |                                      | Vasenmaler                           | Apulien                              | RF                                   |                                      |                                                                                                   |                                      |
| Maler von Genf 10763                 |                                      | Töpfer                               | Attika                               | RF                                   |                                      |                                                                                                   |                                      |
| Maler von Genf HR 29                 | siehe unter Maler des Genfer Orestes | siehe unter Maler des Genfer Orestes | siehe unter Maler des Genfer Orestes | siehe unter Maler des Genfer Orestes | siehe unter Maler des Genfer Orestes | siehe unter Maler des Genfer Orestes                                                              | siehe unter Maler des Genfer Orestes |
| Maler von Genf MF 290                |                                      | Vasenmaler                           | Apulien                              | RF                                   | 350-335                              | gehört zur Ruvo-512-Roermond-Gruppe                                                               |                                      |
| Genfer Maler                         |                                      | Vasenmaler                           | Attika                               | RF                                   | Mitte 5. Jh.                         | auch Maler von Genf, gehört zur Niobiden-Gruppe                                                   |                                      |
| Maler des Genfer Orestes             |                                      | Vasenmaler                           | Paestum                              | RF                                   | 360-350                              | auch Maler von Genf HR 29                                                                         |                                      |
| Georgiou-Collection-Maler            |                                      | Töpfer                               | Attika                               | SF                                   |                                      | Kleinmeister                                                                                      |                                      |
| Geras-Maler                          |                                      | Vasenmaler                           | Attika                               | RF                                   | 1/4 5. Jh.                           |                                                                                                   |                                      |
| Gerolomini-Maler                     |                                      | Vasenmaler                           | Apulien                              | RF                                   | 4/4 4. Jh.                           |                                                                                                   |                                      |
| Gießen-Maler                         |                                      | Vasenmaler                           | Korinth                              | SF                                   | 1/4 6. Jh.                           | auch Giessen-Maler                                                                                |                                      |
| Gießen-Providence-Maler              |                                      | Vasenmaler                           | Ostgriechenland                      | OR                                   |                                      | auch Giessen-Providence-Maler                                                                     |                                      |
| Ginosa-Maler                         |                                      | Vasenmaler                           | Apulien                              | RF                                   |                                      |                                                                                                   |                                      |
| Gioia del Colle-Maler                |                                      | Vasenmaler                           | Apulien                              | RF                                   | um 340                               | identifiziert mit dem Maler A der Heroa-Gruppe                                                    |                                      |
| Girgenti-Maler                       |                                      | Vasenmaler                           | Attika                               | RF                                   |                                      |                                                                                                   |                                      |
| Giudice-Maler                        |                                      | Vasenmaler                           | Attika                               | RF                                   | Ende 5. Jh.                          |                                                                                                   |                                      |
| Maler von Giudice 1                  |                                      | Vasenmaler                           | Attika                               | RF                                   |                                      |                                                                                                   |                                      |
| Giulia-Maler                         |                                      | Vasenmaler                           | Attika                               |                                      |                                      |                                                                                                   |                                      |
| Golonos-Maler                        |                                      | Vasenmaler                           | Attika                               | SF                                   | um 500                               |                                                                                                   |                                      |
| Goltyr-Maler                         |                                      | Vasenmaler                           | Attika                               | SF                                   | 2/4 6. Jh.                           |                                                                                                   |                                      |
| Goluchow-Maler                       |                                      | Vasenmaler                           | Attika                               | RF                                   |                                      |                                                                                                   |                                      |
| Maler von Goluchow 37                |                                      | Vasenmaler                           | Attika                               | RF                                   | um 500                               |                                                                                                   |                                      |
| Maler von Goluchow 38                |                                      | Vasenmaler                           | Attika                               | RF                                   | um 500                               | möglicherweise aus Ionien nach Athen eingewandert                                                 |                                      |
| Gorgo-Maler                          |                                      | Vasenmaler                           | Attika                               | SF                                   | 600/580                              | einer der bedeutendsten attisch-schwarzfigurigen Vasenmaler der Frühzeit, englisch Gorgon Painter |                                      |
| Maler der Gothaer Schale             |                                      | Vasenmaler                           | Attika                               | RF                                   | spätes 6. Jh.                        | gehörte zum Umfeld der Pioniergruppe                                                              |                                      |
| Göttingen-Maler                      |                                      | Vasenmaler                           | Attika                               | RF                                   |                                      | auch Göttinger Maler                                                                              |                                      |
| Maler von Göttingen 240              |                                      | Vasenmaler                           | Attika                               | RF                                   |                                      |                                                                                                   |                                      |
| Göttinger Maler                      | siehe unter Göttingen Maler          | siehe unter Göttingen Maler          | siehe unter Göttingen Maler          | siehe unter Göttingen Maler          | siehe unter Göttingen Maler          | siehe unter Göttingen Maler                                                                       | siehe unter Göttingen Maler          |
| GPZ-Maler                            |                                      | Vasenmaler                           | Attika                               | RF                                   | Ende 6. Jh.                          | gehört zur Leagros-Gruppe                                                                         |                                      |
| Grab B-Maler                         |                                      | Vasenmaler                           | Korinth                              | SF                                   |                                      |                                                                                                   |                                      |
| Pittore senza Graffito               |                                      | Vasenmaler                           | Etrurien                             | EK                                   | 1/3 6. Jh.                           | wichtigster Vertreter der Sottogruppo senza Graffito                                              |                                      |
| Grammichele-Maler                    |                                      | Vasenmaler                           | Lakonien                             | SF                                   | 2/4 3. Jh.                           |                                                                                                   |                                      |
| Gravina-Maler                        |                                      | Vasenmaler                           | Apulien                              | RF                                   |                                      |                                                                                                   |                                      |
| Graz-Maler                           |                                      | Vasenmaler                           | Apulien                              | RF                                   | 380-360                              | auch Grazer Maler; Gehört zur Karlsruhe-B-9-Dijon-Gruppe                                          |                                      |
| Greifenvogel-Maler                   |                                      | Vasenmaler                           | Attika                               | SF                                   | 2/4 6. Jh.                           | auch Greifen-Vogel-Maler, englisch Griffin-Bird Painter                                           |                                      |
| Greifswald-Maler                     |                                      | Vasenmaler                           | Attika                               | RF                                   |                                      | auch Greifswalder Maler                                                                           |                                      |
| Greifswalder Maler                   | siehe unter Greifswald-Maler         | siehe unter Greifswald-Maler         | siehe unter Greifswald-Maler         | siehe unter Greifswald-Maler         | siehe unter Greifswald-Maler         | siehe unter Greifswald-Maler                                                                      | siehe unter Greifswald-Maler         |
| Griffin-Maler                        |                                      | Vasenmaler                           | Korinth                              |                                      |                                      |                                                                                                   |                                      |
| Maler des grossen Athener Kantharos  |                                      | Vasenmaler                           | Böotien                              | RF                                   | 3/4 5. Jh.                           | englisch Painter of the Great Athenian Kantharos                                                  |                                      |
| Großkopf-Maler                       |                                      | Vasenmaler                           | Lukanien                             | RF                                   | Ende 5. Jh.                          | englisch Big-Head Painter; gehört zur Pisticci-Amykos-Gruppe                                      |                                      |
| GRP-Maler                            |                                      | Vasenmaler                           | Korinth                              | SF                                   |                                      |                                                                                                   |                                      |
| Guglielmi-Maler                      |                                      | Vasenmaler                           | Attika                               | SF                                   | 2/4 6. Jh.                           | namensgebender Teil der Guglielmi-Gruppe und gehört zur größeren Polygnot-Gruppe                  |                                      |

## Gruppen
| Name                          | Wikidata | Profession  | Herkunft  | Stil  | Zeit        | Bemerkung | Beispiel |
| ----------------------------- | -------- | ----------- | --------- | ----- | ----------- | --- | -------- |
| Gruppe G                      |          | Vasenmaler  | Attika    | RF/KE | 2/4 4. Jh.  | |          |
| Gruppe des Ganymed-Malers     |          | Vasenmaler  | Apulien   | RF    | 4/4 4. Jh.  | |          |
| Gecko-Gruppe                  |          | Vasenmaler  | Attika    | SF    |             | |          |
| Maron-Gruppe                  |          | Vasenmaler  | Sizilien  | RF    | 3/4 4. Jh.  | gehört zur Lentini-Manfria-Gruppe |          |
| Genucilia-Gruppe              |          | Töpfermaler | Caere     | SF    | 2/2 4. Jh.  | auch nur Genucilia; Klasse verzierter kleiner Teller; begründet vom Berkeley-Maler, Vertreter sind unter anderem der Tarquinia-Genucilia-Maler, der Sydney-Genucilia-Maler und der Maler Typ 3 |          |
| Geron-Gruppe                  |          | Vasenmaler  | Attika    | SF    |             | |          |
| Gibil-Gabib-Gruppe            |          | Vasenmaler  | Sizilien  | RF    | 3/4 4. Jh.  | gehört zur Lentini-Manfria-Gruppe |          |
| Giessen-Gruppe                |          | Vasenmaler  | Attika    | SF    |             | auch Gießen-Gruppe |          |
| Ginosa-Gruppe                 |          | Vasenmaler  | Apulien   | RF    |             | |          |
| Golonos-Gruppe                |          | Vasenmaler  | Attika    | SF    | 1/4 5. Jh.  | Schöpfer schwarzfiguriger Epinetra |          |
| Golvol-Gruppe                 |          | Vasenmaler  | Attika    | SF    |             | Kleinmeister |          |
| Gorgoneion-Gruppe             |          | Vasenmaler  | Korinth   | SF    | 580         | Hauptmeister war der Kavalkade-Maler |          |
| Gruppe der Gorgoneion-Skyphoi |          | Vasenmaler  | Attika    | RF    | 3/3 6. Jh.  | |          |
| Gorgonenvogel-Gruppe          |          | Vasenmaler  | Korinth   | SF    |             | |          |
| Sottogruppo senza Graffito    |          | Vasenmaler  | Etrurien  | EK    | 1/3 6. Jh.  | wichtigster Vertreter ist der Pittore senza Graffito |          |
| Grassi-Gruppe                 |          | Vasenmaler  | Kampanien | RF    |             | |          |
| Groupe de Grenade             |          | Vasenmaler  | Rhodos    | OR    | 1/4 6. Jh.  | |          |
| Guglielmi-Gruppe              |          | Vasenmaler  | Attika    | SF    | 2/4. 6. Jh. | bedeutendster Vertreter ist der namensgebende Guglielmi-Maler |          |

## Klassen
| Name                     | Wikidata                  | Profession                | Herkunft                  | Stil                      | Zeit                      | Bemerkung                 | Beispiel                  |
| ------------------------ | ------------------------- | ------------------------- | ------------------------- | ------------------------- | ------------------------- | ------------------------- | ------------------------- |
| Klasse G                 | siehe unter London-Klasse | siehe unter London-Klasse | siehe unter London-Klasse | siehe unter London-Klasse | siehe unter London-Klasse | siehe unter London-Klasse | siehe unter London-Klasse |
| Galaxidi-Klasse          |                           | Töpfer                    | Elis                      | SG                        | 4/4 5. Jh.                |                           |                           |
| Gerippte Gruppe          |                           | Töpfermaler               | Apulien                   | GN                        | Ende 4. Jh.               |                           |                           |
| Klasse von Göttingen 231 |                           | Töpfer                    | Attika                    | RF                        | 4/4 5. Jh.                |                           |                           |
| Guide-line Klasse        |                           | Vasenmaler                | Attika                    | SF                        |                           |                           |                           |